# Lindóia
Lindóia là một đô thị ở bang São Paulo của Brasil. 

## Địa lý
Đô thị này nằm ở vĩ độ 22º31'23" độ vĩ nam và kinh độ 46º39'00" độ vĩ tây, estando a uma altitude de 677 m. Dân số năm 2004 ước tính là 6.021 người. 
Đô thị này có diện tích 48,6 km².

## Thông tin nhân khẩu
Dữ liệu dân số theo điều tra dân số năm 2000
Tổng dân số: 5.331
- Dân số thành thị: 4.716
- Dân số nông thôn: 615
- Nam giới: 2.690
- Nữ giới: 2.641

Mật độ dân số (người/km²): 109,69
Tỷ lệ tử vong trẻ sơ sinh dưới 1 tuổi (trên một triệu người): 8,20
Tuổi thọ bình quân (tuổi): 75,97
Tỷ lệ sinh (số trẻ trên mỗi bà mẹ): 1,85
Tỷ lệ biết đọc biết viết: 91,10%
Chỉ số phát triển con người (HDI-M): 0,820
- Chỉ số phát triển con người - Thu nhập: 0,757
- Chỉ số phát triển con người - Tuổi thọ: 0,849
- Chỉ số phát triển con người - Giáo dục: 0,853

(Nguồn: IPEADATA)

### Sông ngòi
- Sông do Peixe

### Các xa lộ
- SP-147
- sp-360